# Édouard Jacque
Édouard Jacque, né le 10 février 1963 à Cons-la-Grandville (Meurthe-et-Moselle), est un homme politique français.

## Biographie
Il est adjoint au maire (1989-1995) puis maire (1995-2008) de Cons-la-Grandville, maire de Longwy (2008-2014), député de la 7e circonscription de Meurthe-et-Moselle (2002-2007), conseiller général du Canton de Mont-Saint-Martin (2001-2008) et conseiller régional du Grand Est (2015-2021).